# Nikola Ljubičić
Nikola Ljubičić (grafia cirillica: Никола Љубичић; Karan, 4 aprile 1916 – Belgrado, 13 aprile 2005) è stato un generale e politico jugoslavo.
Fu Presidente della Presidenza di Serbia (1982–1984), membro della Presidenza della Repubblica Socialista Federale Jugoslava (1984–1989) e Ministro della Difesa Jugoslava (1967–1982).

## Biografia
Combatté nella seconda guerra mondiale accanto a Josip Broz Tito per il movimento dei Partigiani Jugoslavi e fu proclamato    eroe nazionale jugoslavo il 27 novembre 1953 per le sue imprese belliche.
Nikola Ljubičić si unì ai Partigiani agli inizi della guerra in Jugoslavia nel 1941. Lì lottò con distinzione, coraggio ed eroismo nonostante i rischi. Durante la guerra fu messo a capo di numerose unità, passando attraverso le file dell'esercito partigiano. 41 anni dopo le sue imprese nei campi di battaglia di Jugoslavia, si ritirò dall'Esercito Popolare Jugoslavo come Generale con quattro stelle e Ministro della Difesa.